# Welcome to New York
Welcome to New York è un film del 2014 diretto da Abel Ferrara.
Il soggetto è liberamente ispirato all'affare DSK.

## Trama
Devereaux è un potente uomo d'affari francese a capo di una importante istituzione finanziaria internazionale a New York. La moglie Simone lo incoraggia a presentare la sua candidatura alle successive elezioni presidenziali francesi. Devereaux è però anche un uomo con un irrefrenabile appetito sessuale che lo porta a partecipare a numerosi festini in lussuose suite d'albergo. Un giorno dopo uno di questi festini aggredisce una donna delle pulizie prima di lasciare l'albergo per ripartire in aereo verso Parigi. Viene quindi arrestato all'aeroporto di New York.

## Produzione
Il film è stato girato principalmente a New York ma anche a Parigi e Washington nel 2013. Il ruolo di Simone doveva essere tenuto inizialmente da Isabelle Adjani.

## Distribuzione
Il film è uscito il 17 maggio 2014 in Francia e USA direttamente in video on demand e in Italia il 22 maggio; il film è stato proiettato in anteprima in un cinema di Cannes il 17 maggio 2014, a margine del Festival di Cannes 2014.